# スーパーマッシブゲームズ
スーパーマッシブゲームズ（英: Supermassive Games）は、イギリスのゲーム開発会社。本社はサリー州のギルフォードにある。
同じギルフォードに本社があるメディアモレキュール制作のゲームソフト「リトルビッグプラネット」に製作協力として携わっているが、名前が知れ渡ったのは、メディアモレキュールを傘下に持つソニー・コンピュータエンタテインメント（SCE、後のソニー・インタラクティブエンタテインメント（SIE））が2015年に発売した「アンティル・ドーン 惨劇の山荘」で、同社の代表作となっている。

## 概要
デンマークのエンターテイメント企業　ノルディスク・フィルム（Nordisk Film）の傘下で、2008年に設立。
フランスのクアンティックドリームと肩を並べるほどの緻密なCGとキャラクター描写が特徴で、上記のアンティル・ドーン以降はホラーゲームなどに力を入れている。
作品のほとんどはSIEが発売元となっているが、最近では他ハードでの展開を見据えて、THE DARK PICTURESシリーズではバンダイナムコゲームス、2022年発売の「クアリー ～悪夢のサマーキャンプ」では、2k gamesが発売元となっている。

## 作品の特徴
基本的に同社の作品の共通する特徴として、以下のものが挙げられる。
1. 複数人の男女が隔絶されたスポットに取り残され、一夜を共にする。
2. 登場人物たちが取り残された場所にはいずれも何らかの怪異や怪物が存在し、これらの襲撃から生き延びることがストーリーの目的となる。
3. プレイヤーの作中における選択を評価するストーリーテラーがいる。